# مارشال براون (لاعب كرة سلة مواليد 1985)
مارشال براون (بالإنجليزية: Marshall Brown)‏ مواليد 11 مارس 1985 في أوستن، هو لاعب كرة سلة محترف أمريكي بدأ مسيرته الاحترافية في سنة 2008 يلعب في دوري بي جاي ويحمل الرقم 15. يبلغ طوله 6 قدم 7 بوصة (2.0 م). لعب سابقا مع أكيتا نورثرن هابينيتس وشفيلد شاركس.

## روابط خارجية
- مارشال براون على موقع كرة السلة الأوروبية.كوم (الإنجليزية)
- مارشال براون على موقع DraftExpress.com (الإنجليزية)
- مارشال براون على موقع كلية كرة السلة في سبورتس رفرنس.كوم (الإنجليزية)
- مارشال براون على موقع ريلجم (الإنجليزية)
- مارشال براون على موقع بروبوليرز (الإنجليزية)
- مارشال براون على موقع سبورتس رفرنس (الإنجليزية)